# Pokrzywno (województwo dolnośląskie)

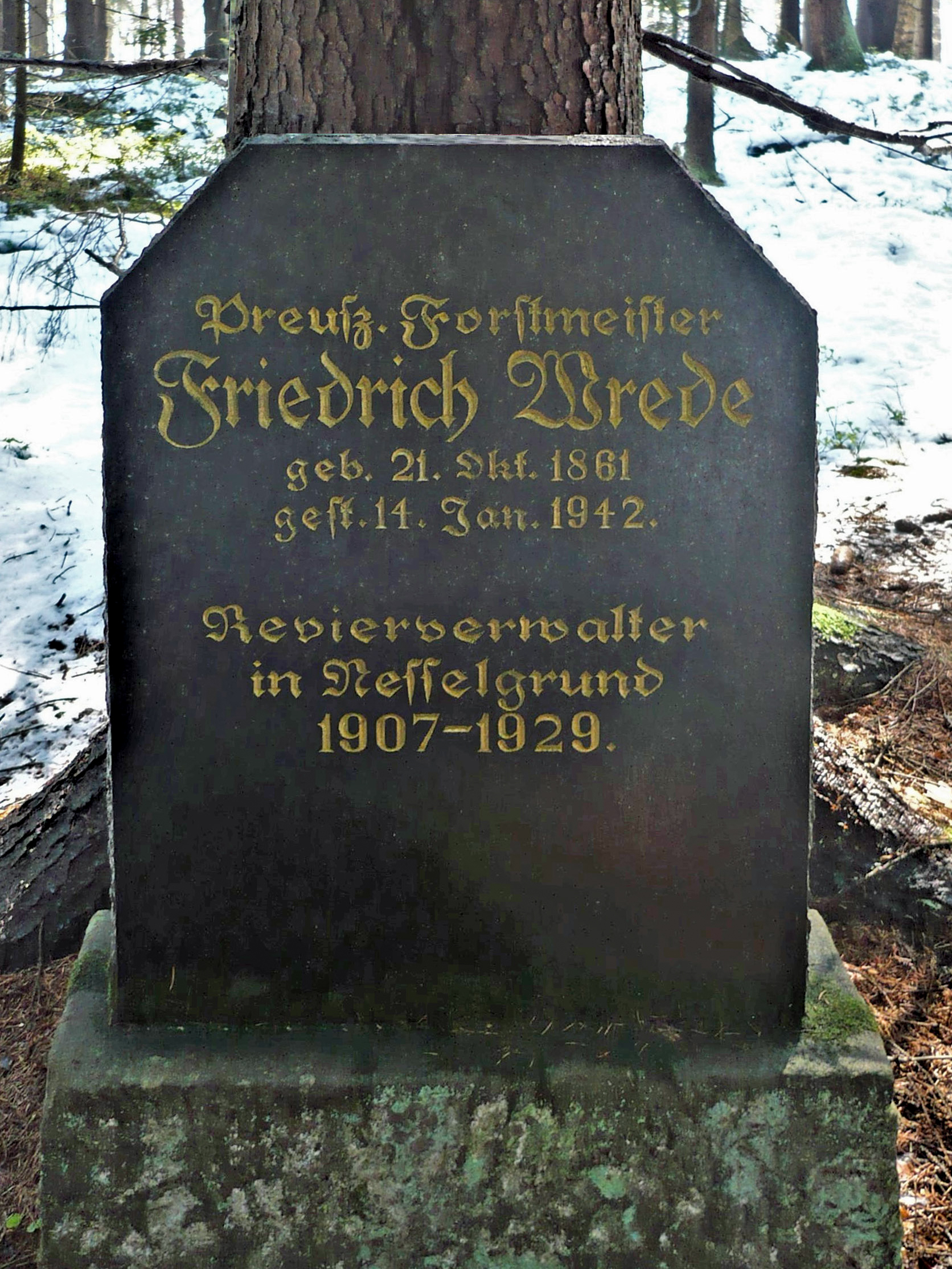
Grób Friedricha Wredegowre

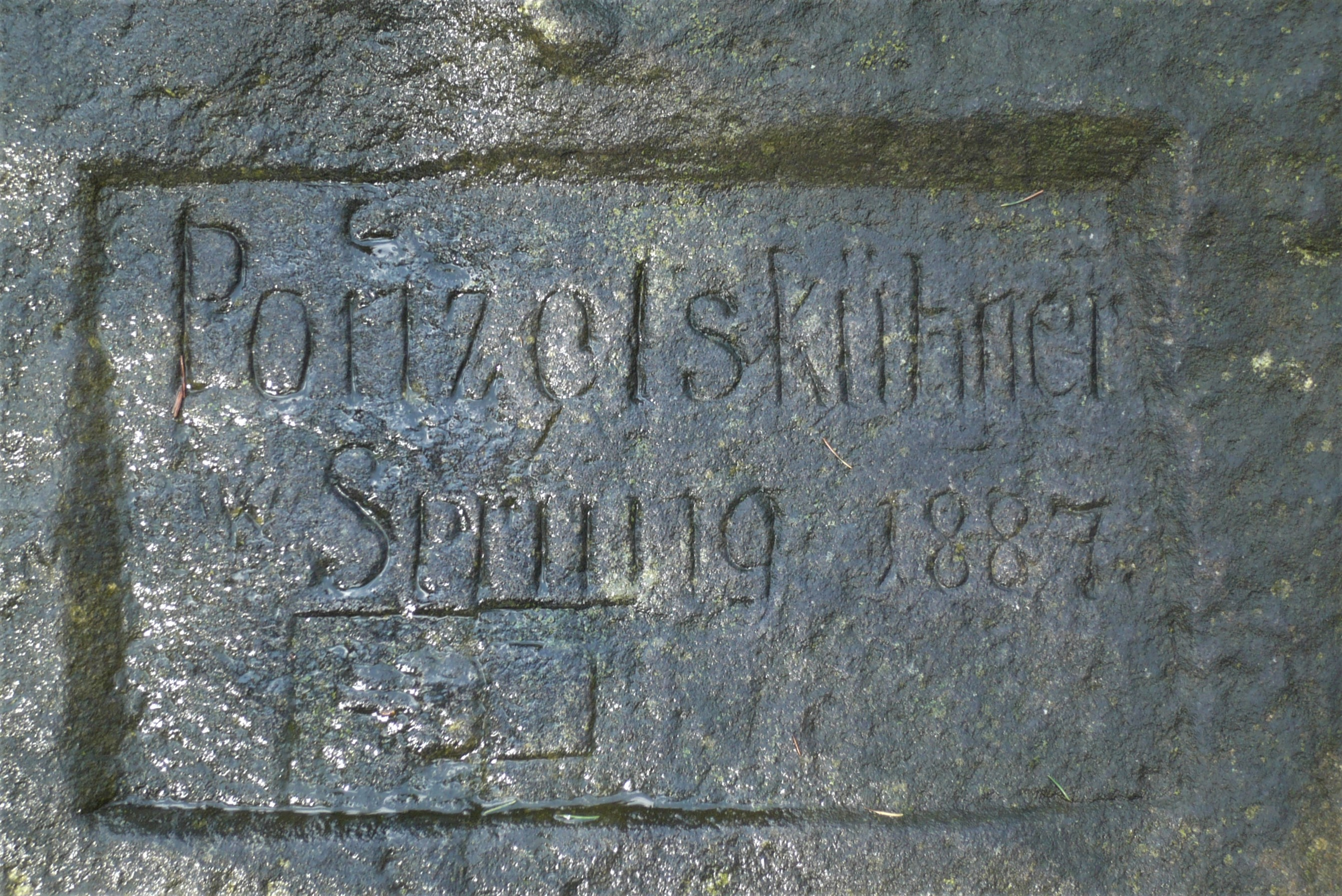
Tablica z 1887 upamiętniająca skok Augusta Ponzela

Pokrzywno (niem. Nesselgrund) – osada w Polsce położona w województwie dolnośląskim, w powiecie kłodzkim, w gminie Bystrzyca Kłodzka.

## Położenie
Pokrzywno to mała osada leżąca na północnym skraju Gór Bystrzyckich, na wschód od Kamiennej Góry, na wysokości około 550–600 m n.p.m.

## Podział administracyjny
W latach 1975–1998 miejscowość należała administracyjnie do województwa wałbrzyskiego.

## Historia
Pokrzywno powstało w XVIII wieku jako kolonia Paszkowa. Początkowo na terenie miejscowości znajdowała się tylko leśniczówka, potem pojawiły się pierwsze zagrody. W 1787 roku mieszkało tu 18 zagrodników i chałupników, stan taki utrzymywał się dość długo. W XIX wieku w okolicy powstały kolejne leśniczówki. W tym czasie osada zaczęła być odwiedzana przez kuracjuszy z Polanicy-Zdroju i turystów udających się na Kamienną Górę i Drogą Stanisława do Huty. U stóp Kamiennej Góry wzniesiono okazałą gospodę, która cieszyła się dużą popularnością. Na początku XX w. osada przekształciła się w niewielkie letnisko. Po 1945 Pokrzywno pozostało wsią rolniczo-leśną, funkcja letniskowa nie odrodziła się pomimo urządzenia przy nadleśnictwie domu wczasowego dla leśników. W 1980 było tu 13 gospodarstw rolnych.

## Turystyka
W pobliżu znajdują się dwie atrakcje turystyczne:
- szczyt Kamiennej Góry z punktem widokowym na Polanicę-Zdrój,
- słabo zachowany Fort Fryderyka z końca XVIII wieku, z którym związana jest zabawna historia skoku (upamiętnionego tabliczką z 1887 roku na szczycie fortu) miejscowego ekscentryka, Augusta Ponzela[5][6].

## Szlaki turystyczne
Przez Pokrzywno przechodzą dwa szlaki turystyczne:
- z Polanicy-Zdroju do Huty,
- z Polanicy-Zdroju do Zieleńca.

## Legenda
Pod Smolną w lesie Pokrzywno, według legendy o złym duchu, będącej ciekawym przejawem kultury ludowej, zamieszkał Jasiek-Ptasiek (niem. Vogelhannes), zawsze skory do psot i mylący drogę zabłąkanym wędrowcom.